# Белозёрский сельсовет (Алтайский край)
Белозёрский сельсовет — упразднённое муниципальное образование со статусом сельского поселения и административно-территориальное образование в Табунском районе Алтайского края России. Административный центр — село Николаевка.
Законом Алтайского края от 4 марта 2015 года № 12-ЗС, муниципальные образования Белозёрский и Серебропольский сельсоветы преобразованы путём объединения во вновь образованное муниципальное образование Серебропольский сельсовет, наделённое статусом сельского поселения, с административным центром в селе Сереброполь.
Преобразуемые сельсоветы прекращают существование в качестве муниципальных образований со дня окончания формирования органов местного самоуправления вновь образованного муниципального образования Серебропольский сельсовет.
Со дня создания вновь образованного муниципального образования Серебропольский сельсовет, будут преобразованы административно-территориальные образования Белозерский сельсовет и Серебропольский сельсовет путём их объединения в административно-территориальное образование Серебропольский сельсовет с административным центром в селе Сереброполь.

## Население
| 1997 | 1998 | 1999 | 2000 | 2001 | 2002 |
| ---- | ---- | ---- | ---- | ---- | ---- |
| 609  | ↘607 | ↘602 | ↘595 | ↘566 | ↘565 |
| 2003 | 2004 | 2005 | 2006 | 2007 | 2008 |
| →565 | ↘528 | ↗529 | ↘514 | ↗521 | ↘503 |
| 2009 | 2010 | 2011 | 2012 | 2013 | 2014 |
| ↗506 | ↘491 | ↘489 | ↘469 | ↘460 | ↘456 |
| 2015 |      |      |      |      |      |
| ↗461 |      |      |      |      |      |

По результатам Всероссийской переписи населения 2010 года, численность населения муниципального образования составила 491 человек, в том числе 249 мужчин и 242 женщины.

## Населённые пункты
В состав сельского поселения входит 3 населённых пункта:
- село Георгиевка,
- село Николаевка,
- село Хорошее.